# Budimír
Budimír – wieś (obec) na Słowacji położona w kraju koszyckim, w powiecie Koszyce-okolice.

## Położenie
Wieś leży w Kotlinie Koszyckiej, na prawym brzegu Torysy, ok. 10 km na północ od Koszyc. Przez wieś przebiega droga krajowa nr 20 z Preszowa do Koszyc, a od strony wschodniej omija ją odpowiedni fragment autostrady D1.

## Historia
Odnalezione ślady pochówków wskazują, że osadnictwo na terenie wsi istniało już w czasach prehistorycznych.
Pierwsze wzmianki o miejscowości pochodzą z roku 1289. Rozwinęła się jako wieś feudalna, której mieszkańcy zajmowali się głównie rolnictwem i hodowlą.

## Demografia
Według danych z dnia 31 grudnia 2012, wieś zamieszkiwały 1074 osoby, w tym 565 kobiet i 509 mężczyzn.
W 2001 roku rozkład populacji względem narodowości i przynależności etnicznej wyglądał następująco:
- Słowacy – 98,65%
- Czesi – 0,34%
- Rusini – 0,11%
- Ukraińcy – 0,22%
- Węgrzy – 0,11%

Ze względu na wyznawaną religię struktura mieszkańców kształtowała się w 2001 roku następująco:
- Katolicy rzymscy – 74,38%
- Grekokatolicy – 3,93%
- Ewangelicy – 15,96%
- Ateiści – 2,7%
- Nie podano – 2,25%

## Zabytki
- Kościół katolicki p.w. Podwyższenia Świętego Krzyża (słow. Kostol Povýšenia Svätého kríža) - murowany, z wieżą na osi, pierwotnie gotycki z XV w., w XVIII w. przebudowany w stylu barokowym.

- Stary kasztel (słow. tzw. Starý kaštieľ, też: kaštieľ Florián) - murowany na rzucie prostokąta, piętrowy, późnogotycki z początków XVI w., ok. 1770 r. przebudowany w stylu rokokowym. Zachowane pierwotne gotyckie sklepienia i rokokowe, stiukowe zdobienia fasady[6]. W drugiej dekadzie XXI w. gruntownie remontowany. Wraz z sąsiadującym, zrujnowanym dworem, spichlerzem i parkiem angielskim tworzy zespół o nazwie Paradni dvor, zamieszkiwany dawniej przez szlachecką rodzinę Ujházych[10].
- Dwór (słow. kúria), murowana, pierwotnie renesansowa budowla z XVII w., przebudowana w stylu klasycystycznym w połowie XIX w.[6] Przez długi czas w stanie ruiny (m.in. pozbawiona dachu)[10], od 2018 r. jest systematycznie remontowana[11].
- Budimirski pałac (słow. Budimírsky kaštieľ, Mladší kaštieľ), murowany, piętrowy, barokowo-klasycystyczny z połowy XVIII w.[6] Obecnie w obiekcie znajduje się ekspozycja zegarów Słowackiego Muzeum Techniki. Na wystawie można zobaczyć zabytkowe zegary ścienne, ramowe i stołowe, unikatowe zegarki kieszonkowe z XVII i XVIII wieku oraz zegary wieżowe[12].